# Ниско
Ниско (пол. Nisko)  —  город  в Польше, входит в Подкарпатское воеводство,  Нисковский повят.  Имеет статус городско-сельской гмины. Занимает площадь 61,02 км². Население — 15 633 человека (на 2006 год).

## История

### В Польской Республике
С 23 декабря 1920 года до 4 декабря 1939 года — в Львовском воеводстве Польской Республики. Центр Нисковского повята.
В сентябре 1939 в окрестностях Ниско под бомбардировки попали ж/д станция и бронепоезд. Во время Второй мировой войны город был центром польского сопротивления. Гитлеровские репрессии достаточно рано коснулись города. Уже 6 ноября 1939 года 150 учителей со всего повета были арестованы и помещены в тюрьму в Жешуве. Очередные репрессии имели место весной 1940 года, когда под арест попала почти вся интеллигенция. Суровая судьба была у солдатов и полицейских. Многие из них отдали жизнь на фронтах Второй мировой войны, в концентрационных лагерях и ГУЛАГе.
30 июля 1944 начался период послевоенного развития города. Город быстро застраивался. До 1973 года Ниско был центром повята, пока не был включен в состав нового Сталёвовольского повята.

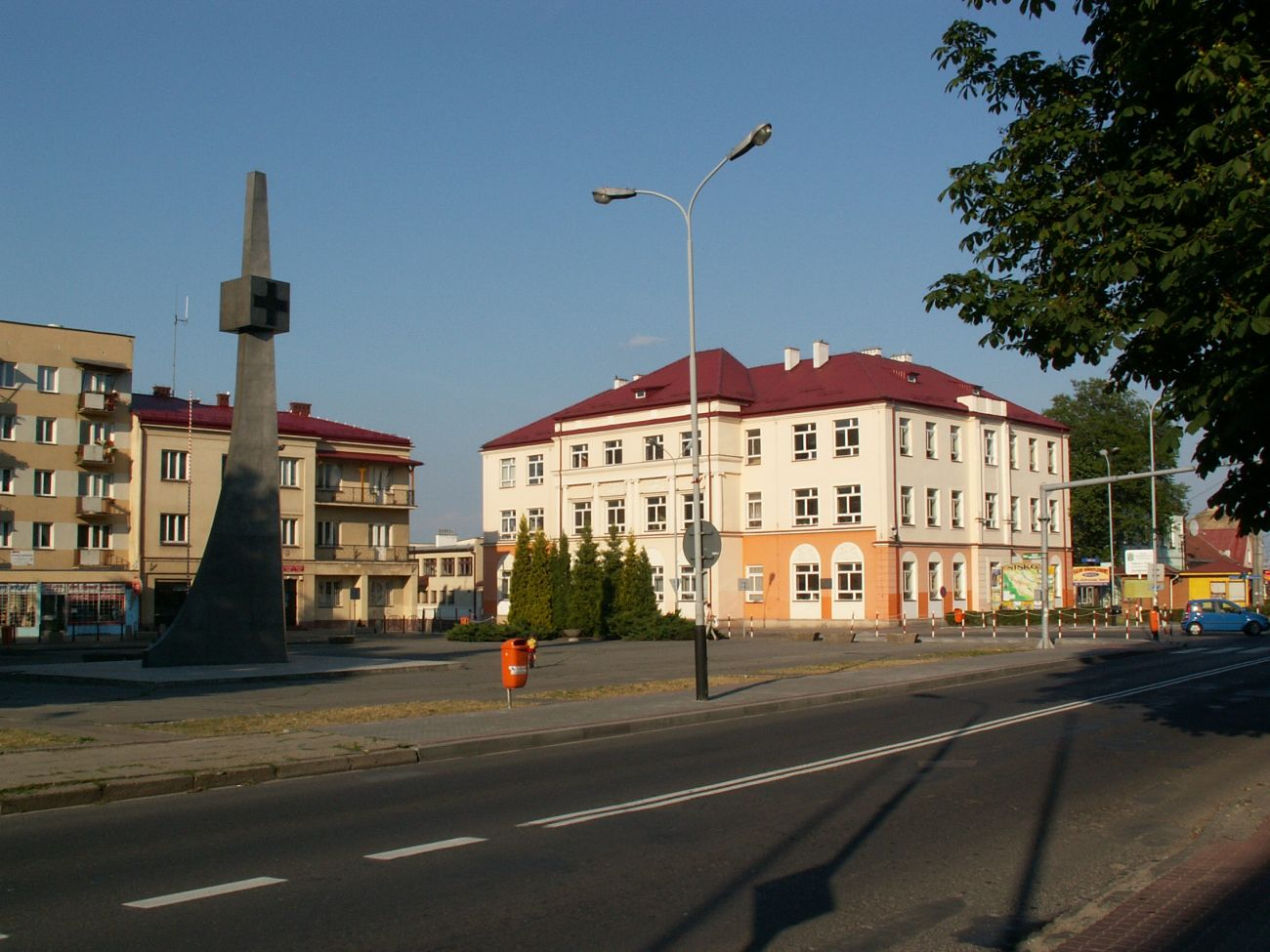
Ниско

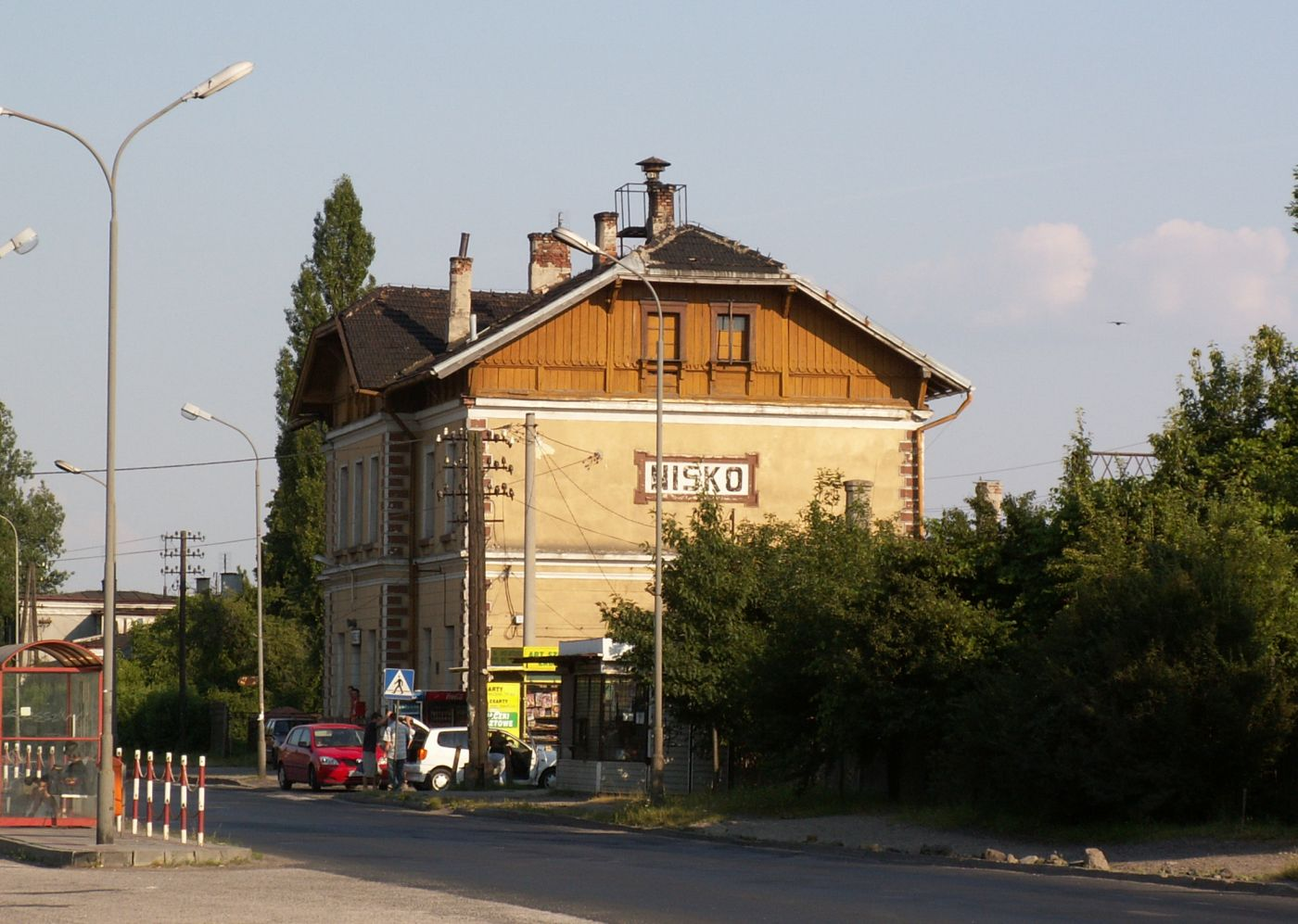
Вокзал